# Coupe Kirin 1997
La Kirin Cup 1997 est la dix-huitième édition de la Coupe Kirin. Elle se déroule en juin 1997. Elle oppose le Japon, la Croatie et la Turquie.

## Résultats
| 8 juin 1997 | Japon                      | 4 – 3 | Croatie                | Tokyo                |                      |
|             | Hirano · Miura · Morishima |       | Asanović pen · Vlaović | Spectateurs : 50 136 | Spectateurs : 50 136 |

| 12 juin 1997 | Turquie  | 1 – 1 | Croatie | Sendai               |                      |
|              | Ertuğrul |       | Erceg   | Spectateurs : 15 687 | Spectateurs : 15 687 |

| 15 juin 1997 | Japon     | 1 – 0 | Turquie | Osaka                |                      |
|              | Morishima |       |         | Spectateurs : 35 000 | Spectateurs : 35 000 |

## Tableau
| Équipe  | Pts | J | V | N | D | Bp | Bc | Dif |
| ------- | --- | - | - | - | - | -- | -- | --- |
| Japon   | 6   | 2 | 2 | 0 | 0 | 5  | 3  | +2  |
| Croatie | 1   | 2 | 0 | 1 | 1 | 4  | 5  | -1  |
| Turquie | 1   | 2 | 0 | 1 | 1 | 1  | 2  | -1  |

## Vainqueur
| Vainqueur Kirin Cup 1997 Japon 4e titre |